# Ентузіаст (фільм)
«Ентузіаст» (англ. Gung Ho) — кінокомедія Рона Говарда. Фільм знятий в 1986 році і був виданий Paramount Pictures. Головні ролі зіграли Майкл Кітон та Гедде Ватанабе.

## Сюжет
В основі сюжету — взаємодія між японським керівництвом та американськими працівниками. Хант Стівенсон їде із США в Японію і переконує раду директорів Ассан Моторс запустити закриту в їхньому місті фабрику. Керувати фабрикою посилають провинившогося Казіхіро, який пробував поважати особисте і сімейне щастя працівників. Він пробує не допустити цього на новому місці, але розуміє, що тяжка праця і самоприниження не можуть зробити людини краще. Хант в свою чергу веде подвійну гру, не виконуючи обіцянок даних керівництву та працівникам. В кінці він признається, що головна брехня — це самообман американців про їхню особливість.